# 朱增泉
朱增泉（1940年—），江苏无锡人，中国人民解放军将领、中国人民解放军中将。 
1996年，授予中国人民解放军中将，曾任总装备部副政治委员。 